# (15112) Arlenewolfe
(15112) Arlenewolfe est un astéroïde de la ceinture principale.

## Description
(15112) Arlenewolfe est un astéroïde de la ceinture principale. Il fut découvert le 8 février 2000 à Socorro par LINEAR. Il présente une orbite caractérisée par un demi-grand axe de 2,30 UA, une excentricité de 0,15 et une inclinaison de 3,8° par rapport à l'écliptique.

## Compléments